# Domodedovskaja
Domodedovskaja (Russisch: Домодедовская) is een station aan de Zamoskvoretskaja-lijn van de Moskouse metro. 

## Naam en inrichting
Het station werd geopend op 7 september 1985 maar korte tijd later gesloten wegens hydrologische problemen en pas eind december kon de metrodienst echt van start gaan. Het ondergrondse deel is een luxe variant van het standaardontwerp, de duizendpoot, uit de jaren 60 van de twintigste eeuw. In plaats van tegels is op grote schaal marmer toegepast bij de afwerking en de verlichting is uniek voor dit station. De zuilen staan in twee rijen van 26 met een onderlinge afstand van 6,5 meter. De naam van het station is te danken aan de 15 kilometer zuidelijker gelegen luchthaven Domodedovo. De inrichting van het station heeft als thema Burgerluchtvaart en op de marmeren bekleding van de tunnelwanden zijn dan ook vier koperenplaten (3x5 m), van de hand van M.N. Aleksejev, aangebracht met afbeeldingen van destijds gangbare vliegtuigen uit de vloot van Aeroflot zoals de Iljoesjin Il-86 en de Tupolev Tu-134. Aan beide uiteinden van het perron is een ondergrondse verdeelhal. De oostelijke heeft via een voetgangerstunnel toegangen aan weerszijden van de Orechovi Boelvar en de Oelitsa Generala Belova, de westelijke ligt onder het kruispunt met de Kasjirskoje Sjosse, die in zuidelijke richting naar het vliegveld loopt.

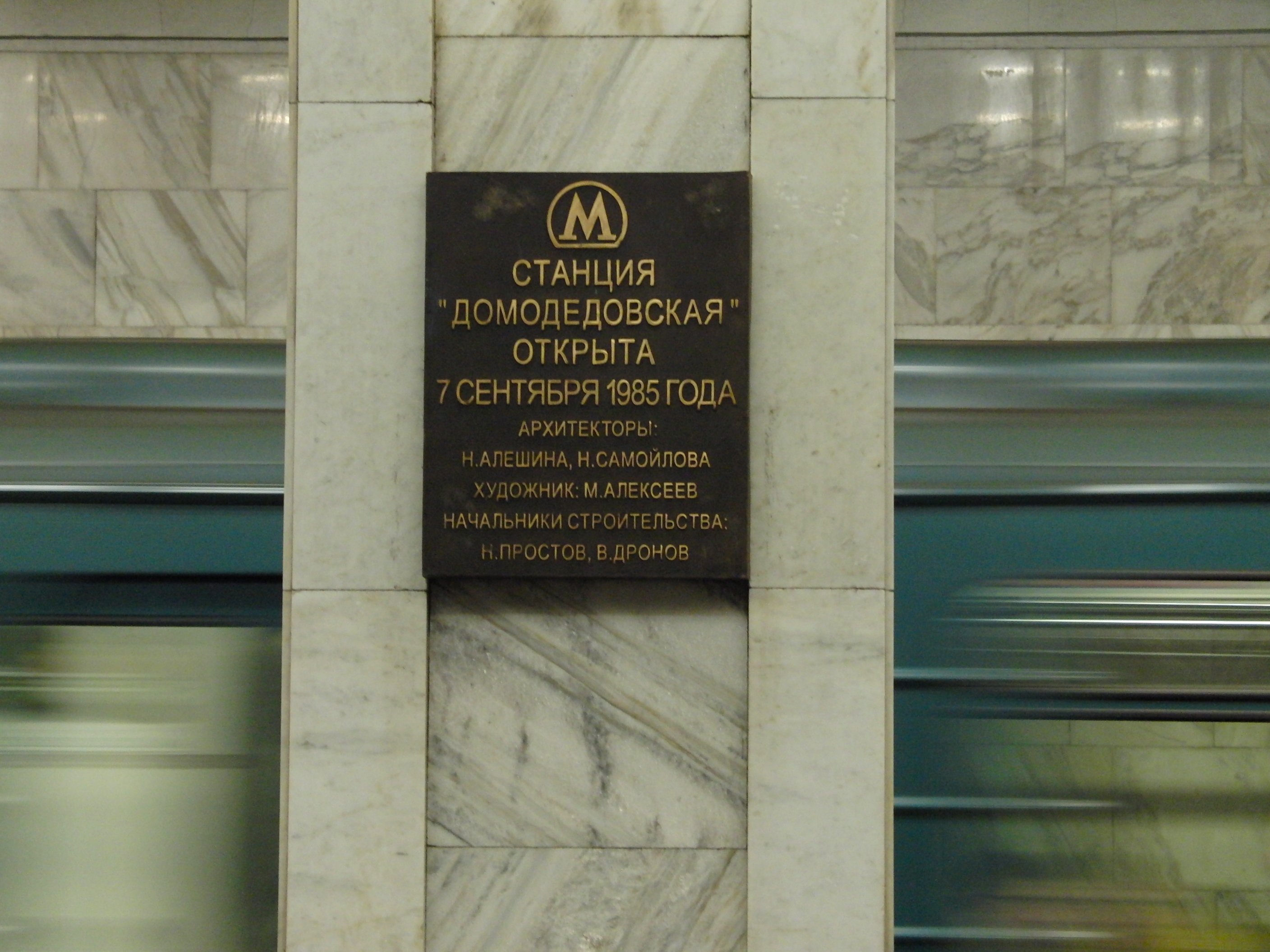
Het officiële naambord
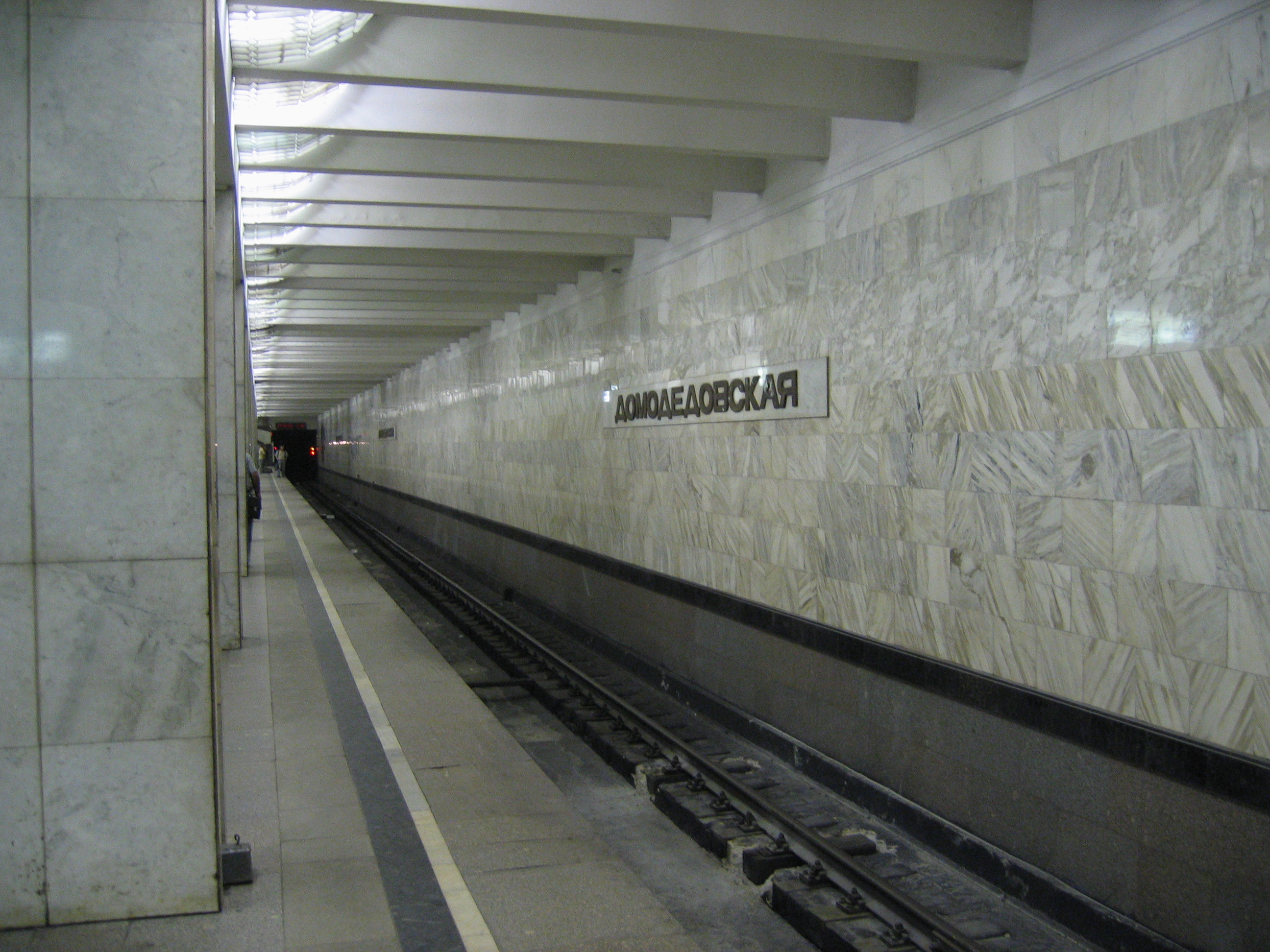
De stationsnaam op de marmeren bekleding van de tunnelwand

## Reizigersverkeer
In maart 2002 werden 78.600 instappers en 74.800 uitstappers per dag geteld, in 2010 was dit al opgelopen tot 118.500 respectievelijk 108.800 per dag. Het station opent om 5:40 uur haar deuren voor de reizigers en sluit om 1:00 uur 's nachts. De eerste trein naar het centrum vertrekt op even dagen door de week om 5:42 uur en in het weekeinde om 5:44 uur. Op oneven dagen is dit respectievelijk 5:47 uur en 5:49 uur. In oostelijke richting vertrekt de eerste trein op even werkdagen om 5:43 uur en in het weekeinde om 5:56 uur. Op oneven werkdagen is dit 5:46 uur en in het weekeinde om 5:51 uur. Het station is een belangrijk overstappunt voor het regionaal busvervoer en de pendeldienst naar het vliegveld. 